# Gylden Ungdom
Gylden Ungdom (originaltitel Love's Wilderness) er en amerikansk stumfilm fra 1924 af Robert Z. Leonard.

## Medvirkende
- Corinne Griffith som Linda Lou Heath
- Holmes Herbert som David Tennant
- Ian Keith som Paul L'Estrange
- Maurice de Canonge som Pierre Bazin
- Emily Fitzroy som Matilda Heath
- Anne Schaefer som Prudence Heath
- Bruce Covington
- David Torrence
- Frank Elliott som Van Arsdale